# ʿAntara bin Schaddād

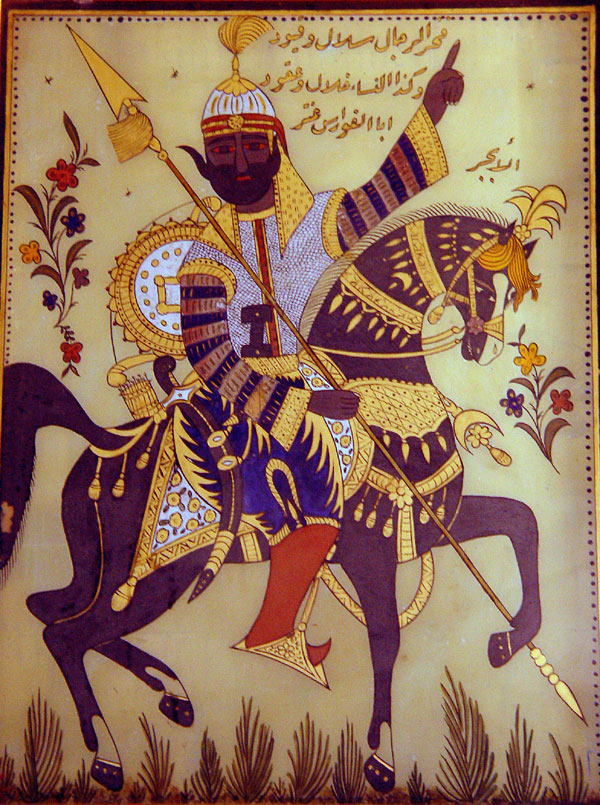
Antara bin Scheddad auf dem Pferd.

ʿAntara bin Schaddād (arabisch عنترة بن شداد العبسي, DMG ʿAntara b. Šaddād al-ʿAbsī, * 525; † 615) war ein vorislamischer arabischer Ritter und Dichter, der sowohl für seine Poesie als auch für sein abenteuerliches Leben berühmt war. Sein Hauptgedicht ist Teil der Mu'allaqat, der Sammlung der so genannten sieben „Hängenden Oden“ (muallakat-i seb'a, المعلقات‎ al-Muʿallaqāt), die nach der Überlieferung in der Kaaba aufgehängt gewesen waren. Die Beschreibung seines Lebens bildet die Grundlage einer langen und extravaganten Romanze.

## Leben

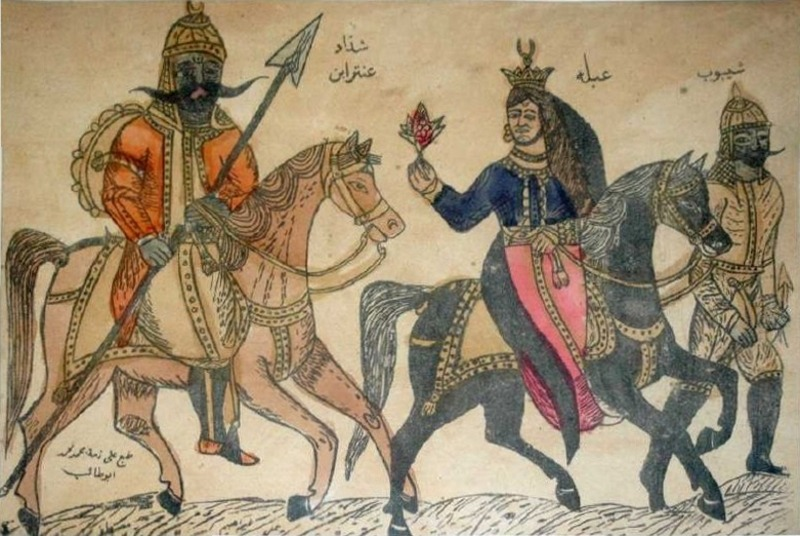
Antara und ʿAblah in einem ägyptischen Musterbuch aus dem 19. Jahrhundert.

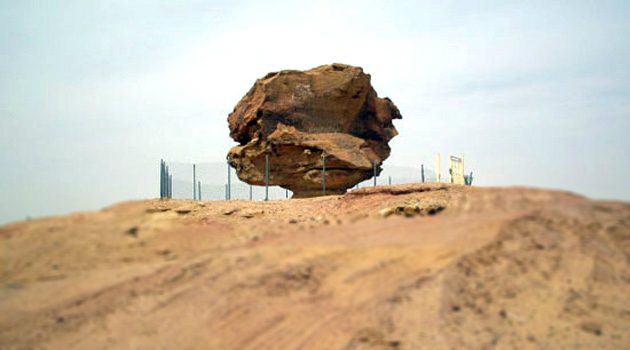
Foto des berühmten Felsens, an dem Antara ʿAblah zu treffen pflegte. Der Felsen befindet sich in al Jiwa, Saudi-Arabien.

Er wurde in Nadschd auf der Arabischen Halbinsel geboren. Sein Vater war Scheddad bin Amr (Shaddād al-ʿAbsī), ein angesehener Krieger der Bani Abs (بنو عبس‎) unter dem Häuptling Zuhayr. Seine Mutter war eine Äthiopierin namens Zebibe (Zabeebah). Sie war eine Prinzessin, die bei einem Überfall des Stammes auf Aksum als Sklavin gefangen genommen wurde.  Wegen seiner dunkleren Hautfarbe als „Arabische Krähe“ (Agribetü’l-Arab) bekannt, wurde Antara ebenfalls als Sklave aufgezogen. Er verliebte sich in seine Cousine ʿAblah, hatte aber aufgrund seines sozialen Status keine Hoffnung, sie zu heiraten. Außerdem hatte er die Feindschaft der Frau seines Vaters, Shammeah, auf sich gezogen.
Er wurde für seine herausragenden persönlichen Qualitäten als erfolgreicher Dichter und mächtiger Krieger und für seine Tapferkeit im Kampf respektiert und erlangte seine Freiheit, nachdem ein anderer Stamm in das Gebiet der Bani Abs eingedrungen war. Als sein Vater ihm sagte: „Antara, geh zu den Kriegern und kämpfe gegen sie!“ antwortete er, dass „der Sklave nicht weiß, wie man angreift oder sich verteidigt, sondern nur gut darin ist, die Ziegen zu melken und seinen Herren zu dienen.“ Sein Vater antwortete ihm: „Beschütze deinen Stamm, Antara, du bist endlich frei.“ Nachdem sie die Eindringlinge besiegt hatten, konnte er seine Cousine heiraten.
Die Legende erzählt, dass er noch weitere Prüfungen bestehen musste, unter anderem ein besonderes Kamel aus dem Nordarabischen Königreich der Lachmiden, damals unter Al-Nu'man III ibn al-Mundhir. ʿAntarah nahm auch an dem großen Krieg zwischen den verwandten Stämmen der ʿAbs und der Dhubyān teil; der Krieg wurde durch einen Wettkampf um Pferde ausgelöst und wurde nach den Pferden als Krieg von Dāhis und Ghabrā bezeichnet.
Der Zeitpunkt und die Art seines Todes sind umstritten. Nach einigen Quellen wurde er im Krieg getötet, nach anderen starb er im Alter eines natürlichen Todes. Ibn Doreid behauptet, er sei von Wasr-ben-Jaber getötet worden, oder in der Schlacht gegen die Tai, während Abu Obeida ihn in hohem Alter an einem natürlichen Tod sterben lässt.
ʿAntarahs Gedichte sind gut erhalten und oft Bestandteil von Gesprächen über Ritterlichkeit Mut und Heldentum in der Schlacht sowie über seine Liebe für ʿAbla. Sie wurden unter die Mu'allaqat aufgenommen. Die Bedeutung seiner Gedichte liegt in der historischen und kulturellen Beschreibung von Schlachten, Panzerung, Waffen, Pferden, Wüste und anderen Elementen seiner Zeit.

## Nachwirken

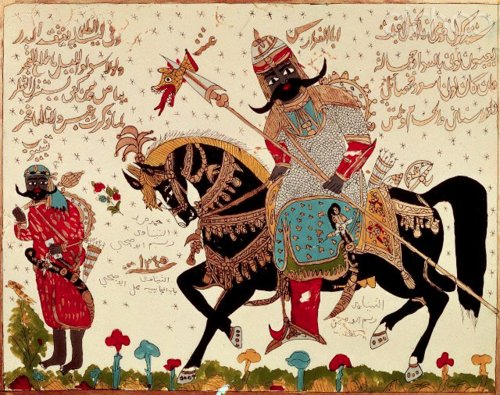
Glasmalerei von Antara ibn Shaddad.

Die Geschichte von ʿAntara und ʿAbla wurde in eine poetische Saga verwoben, die traditionell al-Asmaʿi zugeschrieben wird, einem Dichter a Hof von Hārūn al-Rashīd. Es wird immer noch von traditionellen Geschichtenerzählern in arabischen Kaffeehäusern rezitiert. Seine Bedeutung wurde mit den Sagen der Matière de Bretagne verglichen. Sein Haus und sein Stall waren besonders legendär. Einer der sieben Clans von Bethlehem ist nach ihm als Anatreh benannt. Der Clan war früher als Hüter der Geburtskirche eingesetzt.
Der russische Komponist Nikolai Rimsky-Korsakov schrieb seine Symphonische Suite Antar, die auf der Lebensgeschichte von ʿAntara basiert. Im Jahr 1898 veröffentlichte der französische Maler Étienne Dinet veröffentlichte seine Übersetzung des Gedichts Antar, was „Antar bin Shaddad“ in Europa bekannt machte. Daraufhin wurden mehrere Bearbeitungen, wie Diana Richmonds Antar and Abla veröffentlicht, welche die Legenden in der Westlichen Welt weiter bekannt machten. „Antar“ ist auch der Titel der ersten palästinensischen Oper, die von dem palästinensischen Musiker Mustapha al-Kurd 1988 komponiert wurde.
Der libanesische Maler Rafic Charaf entwickelte seit den 1960ern eine Reihe von Bildern, in welchen er die Geschichten von Antar und Abla darstellt.
In den späten 1940er Jahren begann der britische LKW-Hersteller Thornycroft mit der Konstruktion eines Ölfeldtraktors zum Transport von Rohren für die Anglo-Persian Oil Company, die später zur Anglo-Iranian Oil Company wurde. Der gewählte Name für den neuen Thornycroft-Traktor, der damals einer der größten Traktoren der Welt war, war Thornycroft Mighty Antar. Der Spitzname „Antar“ wurde in Anlehnung an den mächtigen Krieger Antar gewählt.

## Werke
Antaras Gedichte wurden 1870 in Wilhelm Ahlwardts The Divans of the six ancient Arabic poets veröffentlicht und separat auch in Beirut 1888. Zu ihrer Authentizität schreibt Ahlwardt: „Die Romanze von Antar (...) ist ein Werk, welches lange Zeit nur mündlich überliefert wurde. es ist zu immensem Umfang angewachsen und wurde in 32 Bänden in Kairo (1889) veröffentlicht und in 10 Bänden in Beirut (1871).“ Das Werk wurde von Terrick Hamilton unter dem Titel „Antar, a Bedoueen Romance“ teilweise veröffentlicht. Zusätzlich wurde Sīrat 'Antar auf Befeh von Fatih Sultan Mehmed 1477 ins türkische übersetzt. Der Übersetzer ist nicht bekannt. Das Manuskript der türkischen Übersetzung, die „Qıssa-i ’Antar“ befinden sich in der Bibliothek des Topkapı-Palasts.